# Aït Boumahdi
Aït Boumahdi (în arabă آيت بومھدى) este o comună din provincia Tizi Ouzou, Algeria.
Populația comunei este de 6.113 locuitori (2008).